# Оруджлу
Оруджлу (азерб. Oruclu) — село в Кельбаджарском районе Азербайджана.

## География
Расположено на высоте 1887 м на реке Карасу.

## Топонимика
Название происходит от основателя села, человека по имени Орудж.

## История
Оруджлу — населённое курдами село. Основано примерно в XVIII веке. В годы Российской империи село Оруджлу находилось в составе Зангезурского уезда Елизаветпольской губернии.
По данным издания «Административное деление АССР», подготовленного в 1933 году Управлением народно-хозяйственного учёта Азербайджанской ССР (АзНХУ), по состоянию на 1 января 1933 года село Оруджлу входило в Агджакентский сельсовет Кельбаджарского района Азербайджанской ССР. В населённом пункте насчитывалось 58 хозяйств и проживало 190 человек (100 мужчин и 90 женщин). Национальный состав сельсовета (сёла Агджакент, Алирзалар, Оруджлу, Ханланлы) на 90,9 % состоял из курдов.
В ходе Карабахской войны перешло под контроль непризнанной Нагорно-Карабахской Республики, под контролем которой село находилось с начала 1990-х годов до ноября 2020 года и входило в Шаумяновский район (НКР).
25 ноября 2020 года на основании трёхстороннего соглашения между Азербайджаном, Арменией и Россией от 10 ноября 2020 года Кельбаджарский район возвращён под контроль Азербайджана.

## Население
По данным «Кавказского календаря» на 1912 год в селе проживало 99 курдов. В ходе карабахского конфликта, население села вынуждено было переселиться в разные районы Азербайджана.